# Myrmarachne isolata
Myrmarachne isolata är en spindelart som beskrevs av Clark, Benoit 1977. Myrmarachne isolata ingår i släktet Myrmarachne och familjen hoppspindlar. Inga underarter finns listade i Catalogue of Life.